# Ривервью (Оттава)

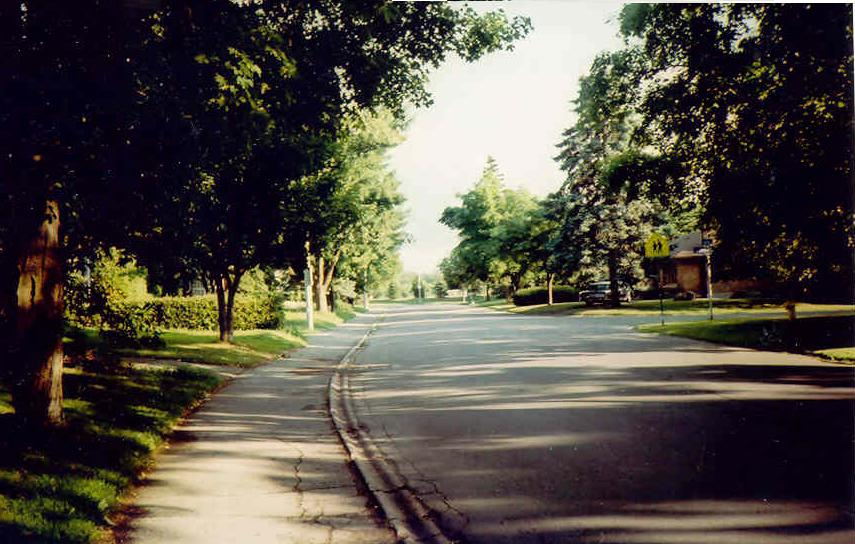
Пригородная улица в Ривервью

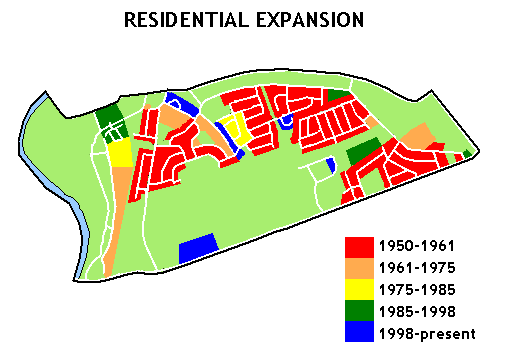
Расширение городской застройки в Риврвью в период 1950—2005 гг.

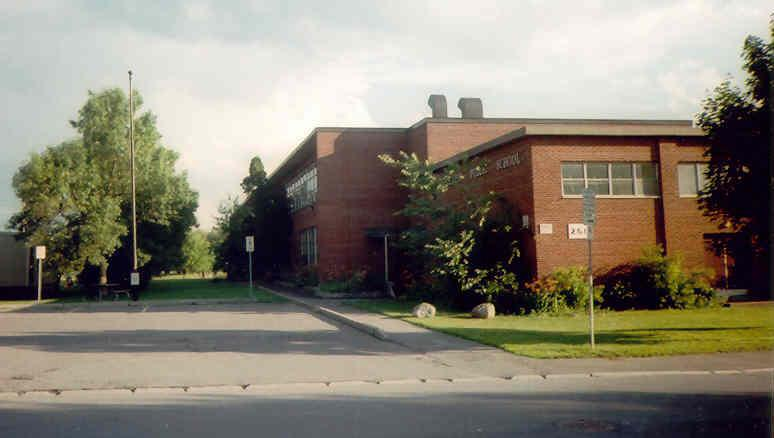
Альтернативная публичная школа Ривервью на Нокс-кресент

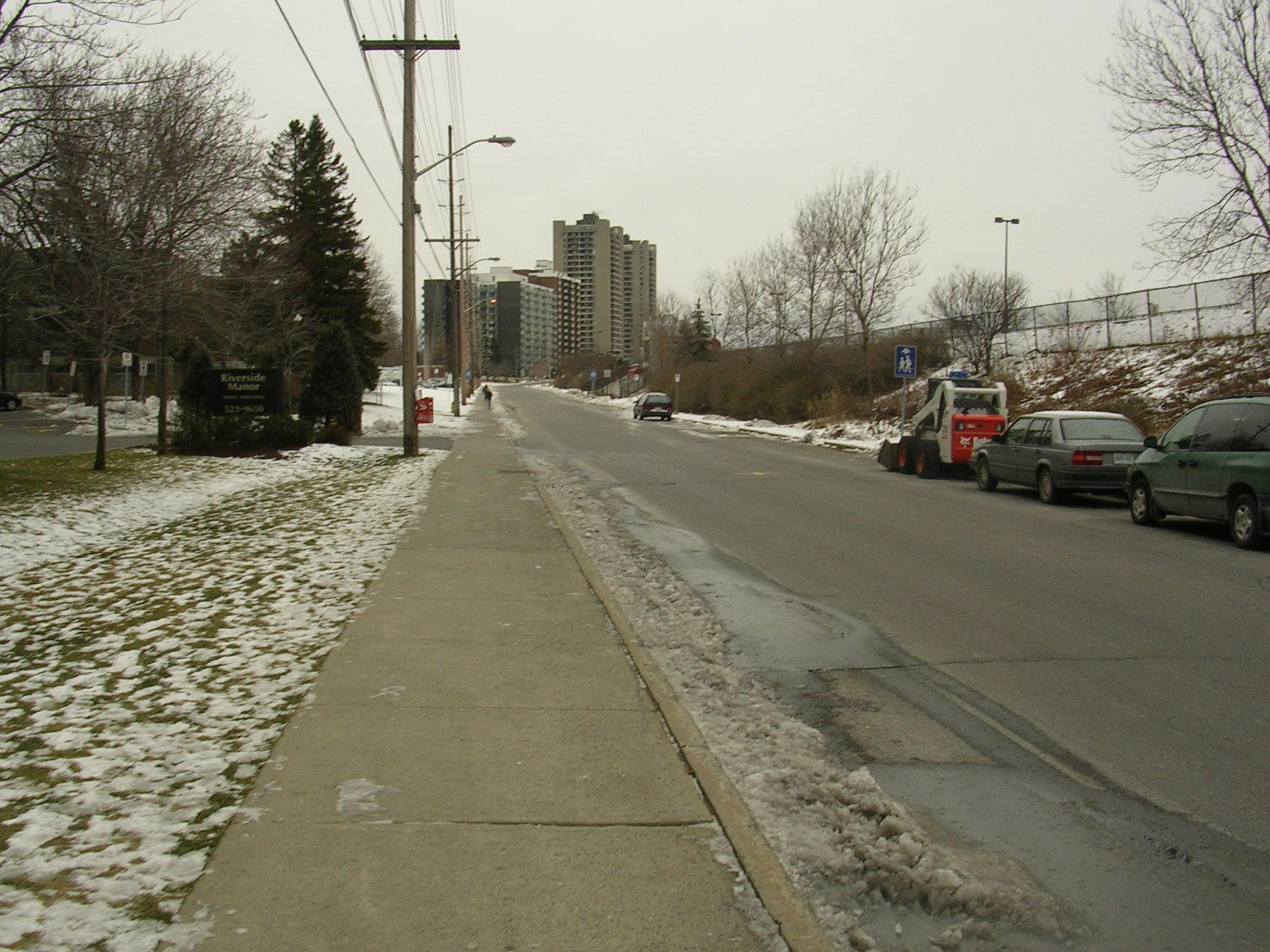
Шоссе Олд-Риверсайд-драйв вдоль реки Ридо

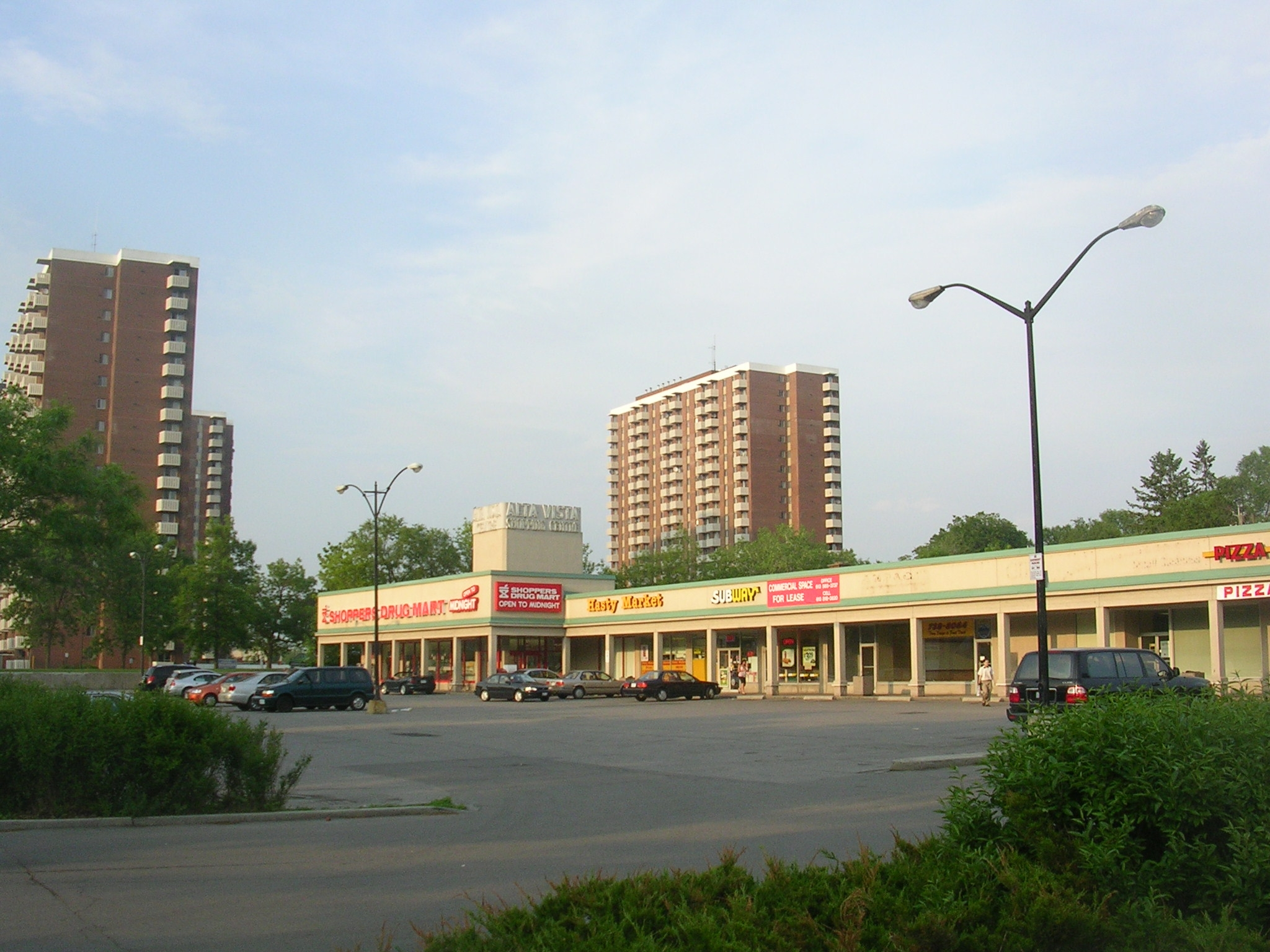
Торговый центр Альта-Виста. На заднем плане — жилой комплекс Alta Vista Towers.

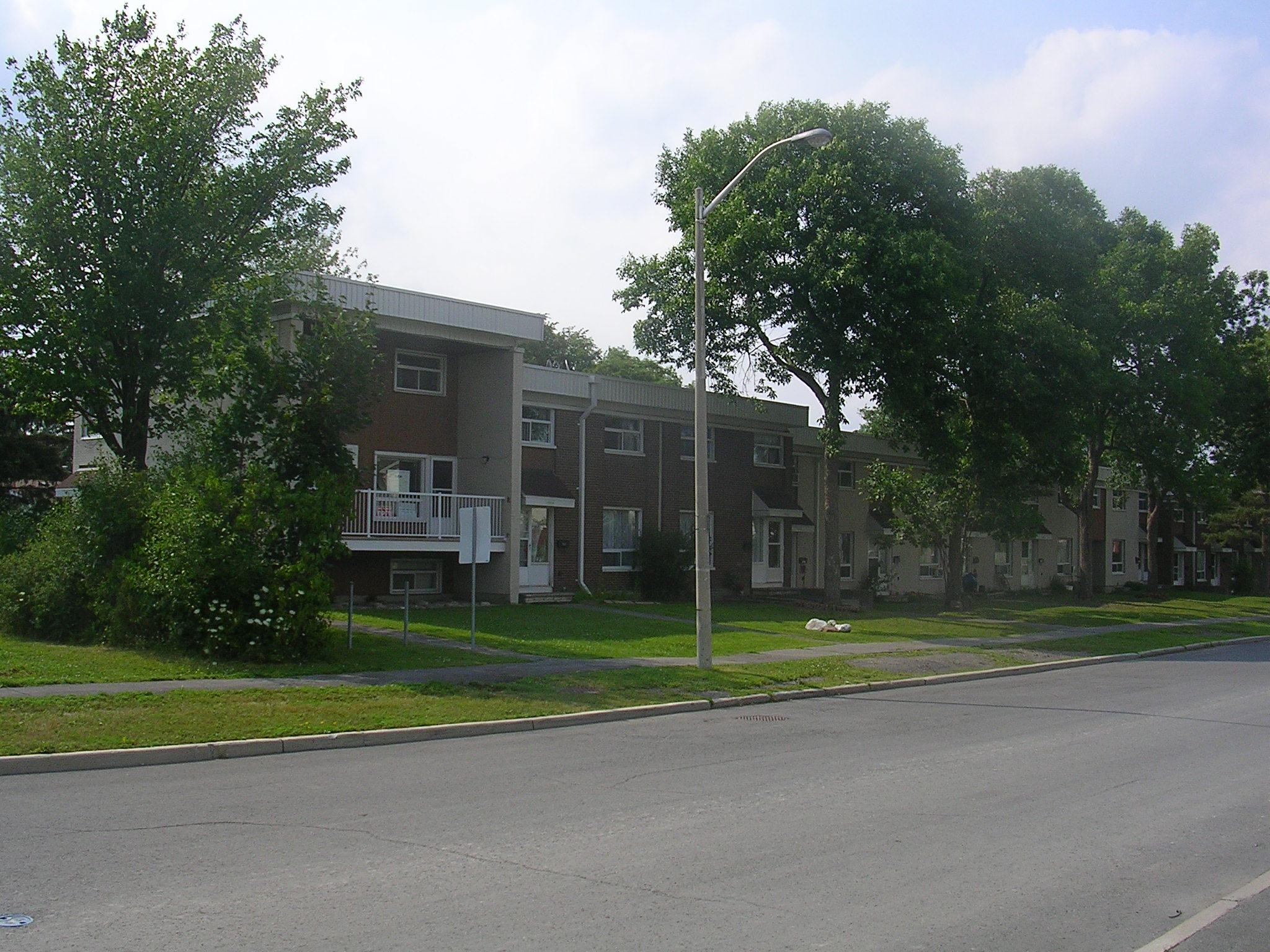
Ряд административных зданий на Стейшн-бульваре

Ривервью, англ. Riverview, иногда Ривервью-парк, англ. Riverview Park — район г. Оттава, Онтарио, Канада. Расположен вдоль побережья реки Ридо (отсюда и название — буквально «вид на реку»), по которому проходит шоссе Риверсайд-драйв. Население района в 2006 г. составляло около 12000 человек.
Ряд одноименных объектов в Оттаве не связаны с данным районом: Ривервью-парк находится на Лис-авеню, то есть напротив Ривервью (через реку Ридо), а автобусный терминал Ривервью — на крайнем юге города.

## Определение
Согласно самому широкому определению, западной границей Ривервью является река Ридо, северной — Индастриэл-авеню, восточной — бульвар Сен-Лоран, а южной — Смайт-роуд. Община Ривервью-парк считает своей северной границей автомагистраль Квинсуэй, а западной — линию Канадской национальной железной дороги, однако при таком определении в состав Ривервью попадает район Истуэй-Гарденс, расположенный отдельно от остальной части Ривервью. К западу от Ривервью, за рекой Ридо, находится район Олд-Оттава-Ист, к северу — Истуэй-Гарденс, к северо-востоку — Сирвилл, к югу — Альта-Виста, а к востоку — Шеффилд-Глен.
Следует отметить, что поскольку шоссе Альта-Виста проходит как через Ривервью, так и через соседний район Альта-Виста, название «Альта-Виста» связано с рядом объектов в Ривервью, в частности, с расположенным здесь торговым центром.

## История
Территория Ривервью исторически относилась к землям сельскохозяйственного назначения посёлка Глостер вплоть до присоединения к Оттаве в 1950 г. В это время жилые постройки находились на северной оконечности современного Ривервью — это была деревня Хёрдменс-Бридж (Hurdman’s Bridge); кроме них, было несколько зданий вдоль Ривер-роуд (ныне Риверсайд-драйв вдоль реки Ридо) и железнодорожная линия компании CN, также вдоль реки Ридо.
В течение 1950-х гг. в районе развернулось масштабное строительство, подстёгнутое послевоенным бэби-бумом. Строения деревни Хёрдменс-Бридж были снесеы, чтобы освободить землю для парка, железнодорожной ветки и новой автомагистрали Квинсуэй. В течение следующих десятилетий были сооружены многочисленные дома, рассчитанные на нижний и средний классы: комплекс Альта-виста, высотные дома вдоль Риверсайд-драйв, а также менее комфортабельные на Стейшн-бульвар и Рассел-роуд. В результате на территории Ривервью довольно много домов высотной застройки, что сближает этот район с расположенным за рекой Ридо Лис-авеню.

## Достопримечательности
На территории Ривервью расположен ряд больниц: Детская больница Восточной Онтарио и Главная больница Оттавы, Риверсайдская больница, Медицинский центр Национальной обороны, Оттавский реабилитационный центр и Ветеранский центр здоровья Перли и Ридо.
Также на территории Ривервью расположено несколько парков, в частности, Дейл-парк, Хёрдмен-парк, Балена-парк, Ривервью-парк, Коронейшн-парк и Хаттон-парк. Здесь же расположено много школ, среди которой самой известной является престижный франкоязычный Лицей Клодель. По Ривервью проходит множество автобусных маршрутов, здесь расположено несколько терминалов экспресс-маршрутов автобуса: Хёрдмен, Лицей Клодель и Смайт.